# Refractivitat molar
La refractivitat molar (A) és la mesura de la polaritzabilitat total d'1 mol d'una substància en funció de la temperatura, l'índex de refracció i la pressió. Es defineix per:
{\displaystyle A={\frac {4\pi }{3}}N_{A}\alpha ,}
on {\displaystyle N_{A}\approx 6.022\times 10^{23}}és la constant d'Avogadro i {\displaystyle \alpha } és la polaritzabilitat mitjana.
En el Sistema Internacional d'Unitats, les unitats de {\displaystyle R} és J mol-1 K-1, la de la {\displaystyle T} és K, la de la {\displaystyle p} és Pa, i {\displaystyle n} no té cap unitat. Així doncs, les unitats d'{\displaystyle A} són m³ mol-1.

## Relacions
Integrant la refractivitat molar en l'equació de Lorentz-Lorenz, dona
{\displaystyle A={\frac {N_{A}}{N}}{\frac {n^{2}-1}{n^{2}+2}},}
on {\displaystyle N} és el nombre de molècules per unitat de volum i {\displaystyle n} és l'índex de refracció. La relació {\displaystyle N_{A}/N} és simplement el volum molar {\displaystyle V_{m}}.
Provant en la Llei dels gasos ideals a 1 mol, dona
{\displaystyle V_{m}={\frac {N_{A}}{N}}={\frac {RT}{p}},}
on {\displaystyle R} és la constant universal dels gasos ideals, {\displaystyle T} és la temperatura absoluta, i {\displaystyle p} és la pressió. Llavors, la refractivitat molar és 
{\displaystyle A={\frac {RT}{p}}{\frac {n^{2}-1}{n^{2}+2}}.}
En el cas d'un gas, {\displaystyle n^{2}\approx 1}, la refractivitat molar es pot aproximar a
{\displaystyle A={\frac {RT}{p}}{\frac {n^{2}-1}{3}}.}
En termes de densitat (ρ), la massa molecular (M) es pot demostrar que:
{\displaystyle A={\frac {M}{\rho }}{\frac {n^{2}-1}{n^{2}+2}}\approx {\frac {M}{\rho }}{\frac {n^{2}-1}{3}}.}